# Neivamyrmex detectus
Neivamyrmex detectus är en myrart som beskrevs av Borgmeier 1953. Neivamyrmex detectus ingår i släktet Neivamyrmex och familjen myror. Inga underarter finns listade i Catalogue of Life.